# VSG Ammerland
Die Volleyballspielgemeinschaft Ammerland ist eine Spielgemeinschaft der TSG Westerstede und des VfL Bad Zwischenahn. Derzeit beinhaltet die VSG nebst Jugend-Mannschaften auch eine erste und zweite Männer-Mannschaft.

## Geschichte
Die Gemeinschaft wurde im Jahr 2000 begründet. Zur Saison 2011/12 stieg die erste Männer-Mannschaft in die zweite Bundesliga Nord auf, dort gelang in der Debütsaison mit 22:34 Punkten gleich ein achter Platz. Nach der Folgesaison sammelte man jedoch nur 10:38 Punkte, was den 13. und letzten Platz bedeutete und man somit wieder absteigen musste. Diesmal ging es jedoch nicht runter in die Regionalliga, sondern in die mittlerweile neu geschaffene Dritte Liga. Dort spielte das Team nun in der Staffel West und platzierte sich mit 33:39 Punkten in der ersten Saison hier auf dem sechsten Platz. Diese Tabellenregion konnte die Mannschaft in den folgenden Jahren auch halten. Schaffte man mit 25 Punkten nach der Spielzeit 2015/16 aber noch knapp den Klassenerhalt, reichte eine ähnliche Platzierung in der darauffolgenden Saison locker für den Klassenerhalt. Nach dem Ende der Saison 2017/18 stand man aber mit nur neun Punkten abgeschlagen auf dem letzten Platz der Tabelle, was nun schließlich den Abstieg bedeutete. Bis heute spielt die erste Mannschaft somit weiter in der Regionalliga.